# Voksurt
Voksurt (Cerinthe) er en lille slægt med ca. 10 arter, som er udbredt i Nordafrika, Lilleasien, Kaukasus og det sydlige og vestlige Europa. Det er oprette til overhængende, énårige eller flerårige urter med glatte stængler og blade. Blomsterne er rørformede med en smal krave, som viser 5 små kronflige. Frugterne er nødder. Her beskrives kun de arter, som dyrkes i Danmark.
| Beskrevne arter |

- Lille voksurt (Cerinthe minor)
- Stor voksurt (Cerinthe major)

| Andre arter |

- Cerinthe aspera
- Cerinthe glabra
- Cerinthe gymnandra